# Fritz Rémond senior

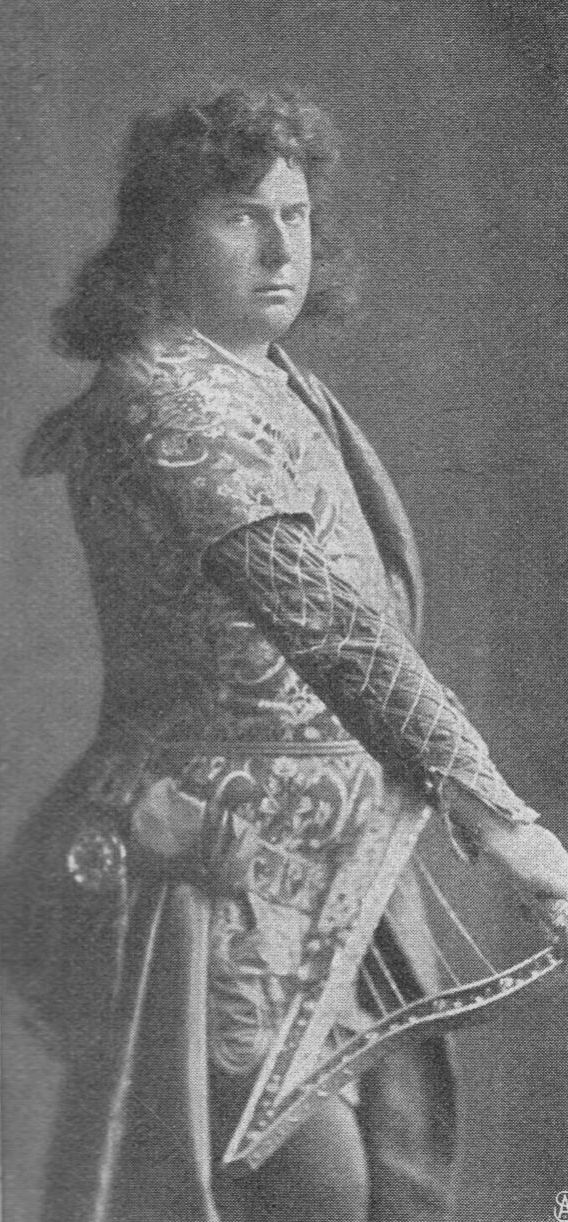
Fritz Remond als Tannhäuser

Fritz Rémond senior, eigentlich Fritz Heinemann (4. März 1864 in Magdeburg – 15. Dezember 1936 in Bad Tölz) war ein deutscher Theaterschauspieler, Opernsänger (Tenor) und Theaterdirektor.

## Leben
Rémond Fritz, Sohn eines Baumeisters, war zuerst für den Kaufmannstand bestimmt, ging jedoch 1884 zur Bühne, nahm Unterricht bei Frau Emilie Kaulla in München, begann seine Tätigkeit am Stadttheater in Halle und fand hierauf 1885 in Breslau als jugendlicher Held Engagement. 1887 kam er nach Düsseldorf, 1888 nach Danzig, wo er zwei Jahre verblieb, 1891 nach Bremen und trat 1892 in den Verband des Hoftheaters in München, wo er acht Jahre wirkte und Rollen wie „Ferdinand“, „Romeo“, „Don Carlos“, „Max Piccolomini“, aber auch solche wie „Konrad Bolz“, „Veilchenfresser“ etc. mit bestem Gelingen verkörperte. Während dieser Zeit kam jedoch auch seine hübsche Stimme zur Geltung, und so beschloss er nach erfolgter Ausbildung, zur Oper überzugehen, welchen Entschluss er auch 1900 ausführte. Er wurde als Heldentenor nach Freiburg engagiert. Dort entwickelte er sich in gesanglicher Beziehung immer kräftiger, sein prächtiger, umfangreicher, sympathischer Tenor kam immer mehr zur Geltung, und Autoritäten priesen seinen Gesang als vielversprechend. Namentlich mit Wagner beschäftigte sich der junge Gesangskünstler sehr viel und erzielte auf diesem Gebiete seine größten Erfolge. Nach zweijähriger Tätigkeit in Freiburg wurde Rémond bereits für das Karlsruher Hoftheater verpflichtet. Nebst „Tannhäuser“, „Lohengrin“, „Siegmund“, „Siegfried“ etc. gehören noch „Othello“, „Canio“, „Max“, „Josef“ etc. zu seinen vortrefflichen Darbietungen.
Von 1907 bis 1910 war er an der Kölner Oper engagiert. Von 1911 bis 1921 war er Direktor der Vereinigten Stadttheater Köln, also von Schauspielhaus und Opernhaus. Von 1921 bis 1928 Generalintendant. In diesen 17 Jahren verhalf er dem Kölner Opernhaus zu einer Blütezeit und begründete den Ruf des Hauses als Talentschmiede. Nach seiner Pensionierung war er Ehrenmitglied der Städtischen Bühnen, Köln.
Er war verheiratet mit der Sopranistin Marie Rémond, (1831–1902), ihr Sohn Fritz Rémond junior (1902–1976) wurde ebenfalls Schauspieler wie auch Regisseur und Impresario.